# Видовці
45°20′ пн. ш. 17°43′ сх. д. / 45.33° пн. ш. 17.71° сх. д.
Видовці (хорв. Vidovci) — населений пункт у Хорватії, у Пожезько-Славонській жупанії у складі міста Пожега.

## Населення
Населення за даними перепису 2011 року становило 1582 осіб.
Динаміка чисельності населення поселення:

## Клімат
Середня річна температура становить 10,79 °C, середня максимальна – 24,84 °C, а середня мінімальна – -5,67 °C. Середня річна кількість опадів – 833 мм.
| Клімат поселення                              | Клімат поселення | Клімат поселення | Клімат поселення | Клімат поселення | Клімат поселення | Клімат поселення | Клімат поселення | Клімат поселення | Клімат поселення | Клімат поселення | Клімат поселення | Клімат поселення | Клімат поселення |
| Показник                                      | Січ.             | Лют.             | Бер.             | Квіт.            | Трав.            | Черв.            | Лип.             | Серп.            | Вер.             | Жовт.            | Лист.            | Груд.            |                  |
| Середній максимум, °C                         | 5,96             | 7,75             | 12,15            | 16,59            | 21,71            | 24,84            | 24,57            | 23,92            | 19,82            | 14,68            | 9,10             | 5,04             |                  |
| Середня температура, °C                       | 0,15             | 1,94             | 6,34             | 10,78            | 15,90            | 19,03            | 20,94            | 20,30            | 16,20            | 11,07            | 5,47             | 1,40             |                  |
| Середній мінімум, °C                          | −5,67            | −3,88            | 0,53             | 4,98             | 10,10            | 13,21            | 17,32            | 16,68            | 12,57            | 7,44             | 1,86             | −2,2             |                  |
| Норма опадів, мм                              | 52               | 50               | 52               | 65               | 77               | 102              | 76               | 74               | 63               | 73               | 82               | 67               |                  |
| Середньомісячна швидкість вітру, м/с          | 1.98             | 2.22             | 2.51             | 2.44             | 2.18             | 2.00             | 1.95             | 1.81             | 1.82             | 1.91             | 2.00             | 2.02             |                  |
| Середньомісячна сонячна радіація, кДж/м²·день | 4353             | 7091             | 10934            | 15285            | 19269            | 21244            | 22268            | 20175            | 14889            | 9284             | 4939             | 3654             |                  |
| --------------------------------------------- | ---------------- | ---------------- | ---------------- | ---------------- | ---------------- | ---------------- | ---------------- | ---------------- | ---------------- | ---------------- | ---------------- | ---------------- | ---------------- |
| Джерело:                                      |                  |                  |                  |                  |                  |                  |                  |                  |                  |                  |                  |                  |                  |